# Поєдинок в тайзі
«Поєдинок в тайзі» (рос. «Поединок в тайге») — радянський пригодницький художній фільм, знятий режисерами Володимиром Златоустовським і Іваном Лукинським на Кіностудії ім. М. Горького у 1977 році.

## Сюжет
1918 рік. На далеку тайгову станцію Суєтіха приїжджає комсомолець Зорик. Йому вдається залучити на свою сторону хлопців і організувати молодіжний загін. Зв'язавшись з партизанами, вони зупиняють і роззброюють ворожий бронепоїзд.

## У ролях
- Віктор Гордєєв —  Назар Жигулін (Зорик)
- Тетяна Ташкова —  Юля
- Володимир Смирнов —  Ігнатій Макарович
- Микола Олялін —  Андрій Лукич
- Олександр Вокач —  Владислав Казимирович
- Борис Сморчков —  Костя Жильцов
- Леонід Трутнєв —  Вася
- Володимир Кашпур —  Димков
- Олексій Ейбоженко —  комісар
- Юрій Волков —  білий офіцер
- Володимир Ізотов —  білий офіцер

## Знімальна група
- Режисери — Володимир Златоустовський, Іван Лукинський
- Сценарист — Микола Фигуровський
- Оператор — Костянтин Арутюнов
- Композитор — Кирило Молчанов
- Художник — Людмила Безсмертнова